# جيريمياه جورج
جيريمياه جورج (بالإنجليزية: Jeremiah George)‏ هو لاعب كرة قدم أمريكية أمريكي، ولد في 24 يناير 1992 في كليرواتر في الولايات المتحدة.

## وصلات خارجية
- جيريمياه جورج على موقع مرجع كرة القدم المحترفة.كوم (الإنجليزية)